# Опција (финансије)
У финансијама, опција је уговор између продавца и купца који даје купцу право – али не и обавезу – да купи или прода одређено добро (подложно добро) неког каснијег датума по договореној цени. 
Опције спадају у групу деривативних хартија од вредности, што значи да представљају изведене финансијске инструменте.
За давање опције, продавац заузврат приликом склапања уговора прикупља од купца новчану накнаду (премију). Куповна опција (кол опција) даје купцу право да купи подложно добро; продајна опција (пут опција) даје купцу опције право да прода подложно добро. Уколико купац одлучи да искористи ово право, продавац је дужан да прода или купи добро по договореној цени. Купац може да изабере да не искористи право и да пусти да опција истекне. Подложно добро може бити некретнина, земља или какво друго власништво, деонице акционарског капитала или неке друге хартије од вредности, као што су, између осталог, термински уговори (фјучерси). На пример, куповина куповне опције даје право да се купи зацртана количина хартије од вредности по зацртаној договореној цени, која је позната као извршна (страјк) цена, у неко време све до дана истека опције, док куповина продајне опције даје право да се прода. Приликом избора власника опције да искористи (изврши) опцију, страна која је продала, односно написала, опцију, мора испунити услове уговора.
Теоријска вредност опције се може израчунати према неколико модела. Ови модели, које развијају квантитативни аналитичари, покушавају да предвиде како ће се вредност опције мењати као одговор на околности које се мењају. Тако се ризици спојени са давањем, поседовањем, или трговањем опцијама, могу квантификовати и њима управљати, могуће, са већим степеном прецизности него што је то случај са неким другим инвестицијама. Опције којима се тргује на берзама чине важну класу опција које имају стандардизоване особине уговора и њима се тргује на јавним берзама, чиме се олакшава трговање између међусобно независних страна. Ванберзанским (енгл. over-the-counter) опцијама се тргује између приватних страна, често добро капитализованих институција које су међусобно издоговарале засебне аранжмане о трговању и клирингу. Друга важна класа опција, посебно у САД, су деоничке опције запослених, које компанија додељује својим запосленим као облик мотивационе накнаде. У многим финансијским уговорима постоје друге врсте опција; на пример, опције непокретности се често користе да окупе велике парцеле земље, док хипотекарни зајмови обично укључују опције плаћања пре рока. Међутим, многи принципи вредновања и управљања ризиком су примењиви на све финансијске опције.